# Llista d'asteroides/181301-181400
| Nom      | Designació provisional | Data de descobriment   | Lloc de descobriment | Descobridor/s         |
| -------- | ---------------------- | ---------------------- | -------------------- | --------------------- |
| 181301 - | 2006 QD9               | 19 d'agost de 2006     | Kitt Peak            | Spacewatch            |
| 181302 - | 2006 QS19              | 17 d'agost de 2006     | Socorro              | LINEAR                |
| 181303 - | 2006 QY20              | 18 d'agost de 2006     | Anderson Mesa        | LONEOS                |
| 181304 - | 2006 QO24              | 17 d'agost de 2006     | Palomar              | NEAT                  |
| 181305 - | 2006 QR24              | 17 d'agost de 2006     | Palomar              | NEAT                  |
| 181306 - | 2006 QK25              | 18 d'agost de 2006     | Socorro              | LINEAR                |
| 181307 - | 2006 QX29              | 19 d'agost de 2006     | Anderson Mesa        | LONEOS                |
| 181308 - | 2006 QB30              | 19 d'agost de 2006     | Anderson Mesa        | LONEOS                |
| 181309 - | 2006 QV30              | 22 d'agost de 2006     | Palomar              | NEAT                  |
| 181310 - | 2006 QE35              | 17 d'agost de 2006     | Palomar              | NEAT                  |
| 181311 - | 2006 QW35              | 17 d'agost de 2006     | Palomar              | NEAT                  |
| 181312 - | 2006 QV39              | 24 d'agost de 2006     | San Marcello         | A. Boattini, L. Tesi  |
| 181313 - | 2006 QX45              | 19 d'agost de 2006     | Kitt Peak            | Spacewatch            |
| 181314 - | 2006 QY46              | 20 d'agost de 2006     | Kitt Peak            | Spacewatch            |
| 181315 - | 2006 QW47              | 21 d'agost de 2006     | Socorro              | LINEAR                |
| 181316 - | 2006 QX48              | 21 d'agost de 2006     | Kitt Peak            | Spacewatch            |
| 181317 - | 2006 QX50              | 22 d'agost de 2006     | Palomar              | NEAT                  |
| 181318 - | 2006 QT55              | 24 d'agost de 2006     | Socorro              | LINEAR                |
| 181319 - | 2006 QU56              | 24 d'agost de 2006     | Socorro              | LINEAR                |
| 181320 - | 2006 QX56              | 27 d'agost de 2006     | Anderson Mesa        | LONEOS                |
| 181321 - | 2006 QR62              | 23 d'agost de 2006     | Socorro              | LINEAR                |
| 181322 - | 2006 QZ67              | 21 d'agost de 2006     | Kitt Peak            | Spacewatch            |
| 181323 - | 2006 QJ79              | 24 d'agost de 2006     | Palomar              | NEAT                  |
| 181324 - | 2006 QX80              | 24 d'agost de 2006     | Palomar              | NEAT                  |
| 181325 - | 2006 QW88              | 27 d'agost de 2006     | Kitt Peak            | Spacewatch            |
| 181326 - | 2006 QS90              | 22 d'agost de 2006     | Palomar              | NEAT                  |
| 181327 - | 2006 QZ94              | 16 d'agost de 2006     | Palomar              | NEAT                  |
| 181328 - | 2006 QD95              | 16 d'agost de 2006     | Palomar              | NEAT                  |
| 181329 - | 2006 QZ97              | 22 d'agost de 2006     | Palomar              | NEAT                  |
| 181330 - | 2006 QX109             | 28 d'agost de 2006     | Kitt Peak            | Spacewatch            |
| 181331 - | 2006 QH112             | 23 d'agost de 2006     | Palomar              | NEAT                  |
| 181332 - | 2006 QS112             | 23 d'agost de 2006     | Palomar              | NEAT                  |
| 181333 - | 2006 QX113             | 25 d'agost de 2006     | Socorro              | LINEAR                |
| 181334 - | 2006 QY119             | 28 d'agost de 2006     | Catalina             | CSS                   |
| 181335 - | 2006 QQ122             | 29 d'agost de 2006     | Catalina             | CSS                   |
| 181336 - | 2006 QD125             | 16 d'agost de 2006     | Palomar              | NEAT                  |
| 181337 - | 2006 QW126             | 16 d'agost de 2006     | Palomar              | NEAT                  |
| 181338 - | 2006 QK147             | 18 d'agost de 2006     | Kitt Peak            | Spacewatch            |
| 181339 - | 2006 QK159             | 19 d'agost de 2006     | Kitt Peak            | Spacewatch            |
| 181340 - | 2006 QX182             | 19 d'agost de 2006     | Kitt Peak            | Spacewatch            |
| 181341 - | 2006 RJ4               | 12 de setembre de 2006 | Catalina             | CSS                   |
| 181342 - | 2006 RE5               | 14 de setembre de 2006 | Catalina             | CSS                   |
| 181343 - | 2006 RS6               | 14 de setembre de 2006 | Catalina             | CSS                   |
| 181344 - | 2006 RB7               | 14 de setembre de 2006 | Kitt Peak            | Spacewatch            |
| 181345 - | 2006 RC7               | 14 de setembre de 2006 | Kitt Peak            | Spacewatch            |
| 181346 - | 2006 RV18              | 14 de setembre de 2006 | Palomar              | NEAT                  |
| 181347 - | 2006 RU22              | 15 de setembre de 2006 | Goodricke-Pigott     | R. A. Tucker          |
| 181348 - | 2006 RM30              | 15 de setembre de 2006 | Kitt Peak            | Spacewatch            |
| 181349 - | 2006 RO31              | 15 de setembre de 2006 | Kitt Peak            | Spacewatch            |
| 181350 - | 2006 RZ32              | 15 de setembre de 2006 | Kitt Peak            | Spacewatch            |
| 181351 - | 2006 RF35              | 14 de setembre de 2006 | Palomar              | NEAT                  |
| 181352 - | 2006 RY37              | 12 de setembre de 2006 | Catalina             | CSS                   |
| 181353 - | 2006 RJ38              | 13 de setembre de 2006 | Palomar              | NEAT                  |
| 181354 - | 2006 RP39              | 12 de setembre de 2006 | Catalina             | CSS                   |
| 181355 - | 2006 RY42              | 14 de setembre de 2006 | Kitt Peak            | Spacewatch            |
| 181356 - | 2006 RP46              | 14 de setembre de 2006 | Kitt Peak            | Spacewatch            |
| 181357 - | 2006 RB50              | 14 de setembre de 2006 | Kitt Peak            | Spacewatch            |
| 181358 - | 2006 RK52              | 14 de setembre de 2006 | Kitt Peak            | Spacewatch            |
| 181359 - | 2006 RH55              | 14 de setembre de 2006 | Kitt Peak            | Spacewatch            |
| 181360 - | 2006 RF76              | 15 de setembre de 2006 | Kitt Peak            | Spacewatch            |
| 181361 - | 2006 RE87              | 15 de setembre de 2006 | Kitt Peak            | Spacewatch            |
| 181362 - | 2006 RA89              | 15 de setembre de 2006 | Kitt Peak            | Spacewatch            |
| 181363 - | 2006 RS93              | 15 de setembre de 2006 | Kitt Peak            | Spacewatch            |
| 181364 - | 2006 RJ95              | 15 de setembre de 2006 | Kitt Peak            | Spacewatch            |
| 181365 - | 2006 RF99              | 15 de setembre de 2006 | Kitt Peak            | Spacewatch            |
| 181366 - | 2006 RW99              | 14 de setembre de 2006 | Catalina             | CSS                   |
| 181367 - | 2006 RF101             | 14 de setembre de 2006 | Palomar              | NEAT                  |
| 181368 - | 2006 SS3               | 16 de setembre de 2006 | Socorro              | LINEAR                |
| 181369 - | 2006 SX3               | 16 de setembre de 2006 | Catalina             | CSS                   |
| 181370 - | 2006 SZ3               | 16 de setembre de 2006 | Catalina             | CSS                   |
| 181371 - | 2006 SD4               | 16 de setembre de 2006 | Catalina             | CSS                   |
| 181372 - | 2006 SQ4               | 16 de setembre de 2006 | Catalina             | CSS                   |
| 181373 - | 2006 SO5               | 16 de setembre de 2006 | Palomar              | NEAT                  |
| 181374 - | 2006 SL8               | 16 de setembre de 2006 | Anderson Mesa        | LONEOS                |
| 181375 - | 2006 SM8               | 16 de setembre de 2006 | Anderson Mesa        | LONEOS                |
| 181376 - | 2006 SJ12              | 16 de setembre de 2006 | Anderson Mesa        | LONEOS                |
| 181377 - | 2006 SU13              | 17 de setembre de 2006 | Socorro              | LINEAR                |
| 181378 - | 2006 SA15              | 17 de setembre de 2006 | Catalina             | CSS                   |
| 181379 - | 2006 SV18              | 17 de setembre de 2006 | Kitt Peak            | Spacewatch            |
| 181380 - | 2006 SF36              | 17 de setembre de 2006 | Anderson Mesa        | LONEOS                |
| 181381 - | 2006 SD37              | 17 de setembre de 2006 | Kitt Peak            | Spacewatch            |
| 181382 - | 2006 SF37              | 17 de setembre de 2006 | Kitt Peak            | Spacewatch            |
| 181383 - | 2006 SN43              | 16 de setembre de 2006 | Anderson Mesa        | LONEOS                |
| 181384 - | 2006 SZ46              | 19 de setembre de 2006 | Catalina             | CSS                   |
| 181385 - | 2006 SU47              | 19 de setembre de 2006 | Catalina             | CSS                   |
| 181386 - | 2006 SD49              | 18 de setembre de 2006 | Kitt Peak            | Spacewatch            |
| 181387 - | 2006 SS51              | 17 de setembre de 2006 | Anderson Mesa        | LONEOS                |
| 181388 - | 2006 ST60              | 18 de setembre de 2006 | Catalina             | CSS                   |
| 181389 - | 2006 SW60              | 18 de setembre de 2006 | Catalina             | CSS                   |
| 181390 - | 2006 SX71              | 19 de setembre de 2006 | Kitt Peak            | Spacewatch            |
| 181391 - | 2006 SM75              | 19 de setembre de 2006 | Kitt Peak            | Spacewatch            |
| 181392 - | 2006 SY77              | 23 de setembre de 2006 | Piszkéstető          | K. Sárneczky, Z. Kuli |
| 181393 - | 2006 SK90              | 18 de setembre de 2006 | Kitt Peak            | Spacewatch            |
| 181394 - | 2006 SX90              | 18 de setembre de 2006 | Kitt Peak            | Spacewatch            |
| 181395 - | 2006 SY92              | 18 de setembre de 2006 | Kitt Peak            | Spacewatch            |
| 181396 - | 2006 SW95              | 18 de setembre de 2006 | Kitt Peak            | Spacewatch            |
| 181397 - | 2006 SF99              | 18 de setembre de 2006 | Kitt Peak            | Spacewatch            |
| 181398 - | 2006 SC108             | 19 de setembre de 2006 | Anderson Mesa        | LONEOS                |
| 181399 - | 2006 SD111             | 21 de setembre de 2006 | Anderson Mesa        | LONEOS                |
| 181400 - | 2006 SV115             | 24 de setembre de 2006 | Anderson Mesa        | LONEOS                |